# Katharina Köhntopp
Katharina Köhntopp (* 23. August 1963 in Cloppenburg) ist eine deutsche Schauspielerin.

## Leben
Katharina Köhntopp absolvierte 1982 das Abitur am Clemens-August-Gymnasium Cloppenburg. Während der Schulzeit war sie Mitglied einer Theatergruppe an der Katholischen Akademie in Stapelfeld und besuchte ein Theaterseminar in Coesfeld. 1983 wurde sie an der ehemaligen Landesbühne Hannover engagiert und besuchte währenddessen die Schauspielschule Hannover. 1984 bis 1987 folgten Engagements am Stadttheater Marburg, an der Landesbühne Wilhelmshaven sowie am Schleswig-Holsteinischen Landestheater.
1986 spielte sie für die Produktionsfirma Odeon Film in der Serie Ein Fall für zwei als Madeleine. Ab 1987 besetzte sie für zwei Jahre die Nebenrolle Gudrun Helgert in den ersten beiden Staffeln der Serie Der Landarzt. Zur gleichen Zeit begann sie ihr Magisterstudium der Germanistik und Geschichte an der Leibniz Universität Hannover. Einem breiten Publikum wurde sie durch die Rolle der Dr. Andrea Arnhoff, geb. Rombach bekannt, die sie ab 1989 in der Serie Forsthaus Falkenau verkörperte.
Ab 1990 war Katharina zudem als Darstellerin am Landestheater Detmold angestellt.
1994 war sie als Susanne in einer Folge der Serie Florida Lady zu sehen. Im selben Jahr spielte sie auch als Gitta in einer Episode der Fernsehserie Sterne des Südens mit. Hier lernte sie den Regisseur und Filmproduzenten Berengar Pfahl kennen, der später ihr Lebensgefährte wurde.
1999 folgte nach der zehnten Staffel der Ausstieg aus Forsthaus Falkenau. Im selben Jahr spielte sie Sheila, die Tochter von Sir Lionel Hibury, an der Komödie München im Stück „Sein Bester Freund“ von Gunther Philipp. Im Jahr 2000 begann sie, mit der eigenen Filmfirma „Teatrofilm“ Werbe- und Imagefilme zu produzieren. Nach der Geburt ihrer ersten Tochter fing sie zudem an, Kinderbücher, wie z. B. „Wenn Einar eine Reise tut“, zu schreiben und leitete zusammen mit Christian Jeltsch einen Literaturkreis für Kinder. Dazu inszenierte sie im Kinder- und Jugendbereich und schrieb eigene Theaterstücke.
2010 wurde sie als Schauspielerin, Dramaturgin und Regie-Assistentin bei der Berengar-Pfahl-Film GmbH engagiert. 2011 spielte sie zusammen mit ihren Kindern Marie und Valentina Köhntopp im Film Lichtblau – Neues Leben Mexiko. Im selben Jahr begannen die Dreharbeiten für den Film Die Männer der Emden, bei denen sie als Regie-Assistentin unterstützte.
Katharina Köhntopp absolvierte 2013 eine Weiterbildung zum Deeskalationstrainer und Kommunikationscoach. Anschließend gab sie Wochenendseminare im Bereich Körpersprache und Wahrnehmungs- sowie Deeskalationstrainings. Heute arbeitet sie als pädagogische Mitarbeiterin bzw. Job-Coach beim Katholischen Bildungswerk Cloppenburg und bietet freischaffend Wandercoachings an.
Seit 2017 inszeniert sie im Kulturbahnhof Cloppenburg. Dazu gehören das Frühlingsgelächter (2017), die Undine (2018), Krach in Chiozza (2019) sowie Ein Kessel Buntes (2021).